# Dicranomyia (Euglochina) curtata
Dicranomyia (Euglochina) curtata is een tweevleugelige uit de familie steltmuggen (Limoniidae). De soort komt voor in het Oriëntaals gebied.